# Top (tøj)
 For alternative betydninger, se Top. (Se også artikler, som begynder med Top)
En top er en type af tøj, som dækker den øvre del af kroppen fra halsen til taljen, specielt for kvinder. 
Toppe er nogle gange kortere i højden, 
eller dækkende ned til halvden af lårene. Mænds toppe er typisk parret med bukser - og kvinders med bukser eller skørter. Almindelige toppe typer er t-shirts, bluser og skjorter.

## Typer
| Billede | Type       | Beskrivelse                                                       |
| ------- | ---------- | ----------------------------------------------------------------- |
|         | T-shirt    | med ærmer, enten halv eller fuld.                                 |
|         | Tanktop    | ærmeløse, måske kun med stropper over skuldrene.                  |
|         | Crop-top   | høj talje, blottende maven.                                       |
|         | Tubetop    | ingen ærmer, ingen stropper over skuldrene, dækker kun om barmen. |
|         | Haltertop  | enkelt strop om nakken.                                           |
|         | Jean-top   | En top lavet af denim tekstil.                                    |
|         | Turtleneck | En top med rullekrave (som folder over og dækker nakken).         |